# Записки экспедитора Тайной канцелярии
«Записки экспедитора Тайной канцелярии» — российский фильм и телесериал 2011 года в авантюрном жанре «плаща и шпаги». Режиссёр и автор сценария – Олег Рясков. Сценарий фильма написан по его одноимённому роману.
Сериал состоит из двух сезонов, по восемь серий в каждом. Премьера состоялась 23 сентября 2010 года.
События сериала разворачиваются на фоне противостояния князя Александра Меншикова, фактически взявшего на себя управление страной в эпоху царствования Екатерины I и Петра II, и начальника Тайной канцелярии графа Андрея Ушакова.

## Сюжет
В основе сюжета лежат приключения агентов Тайной канцелярии XVIII века. В первом сезоне — Ивана Самойлова (Илья Соколовский), сержанта драгунского полка, правдами и неправдами вынужденного служить в секретном ведомстве. Во втором — Семёна Плахова, который ради спасения любимой вынужден примкнуть к морской экспедиции и следовать указаниям начальника Тайной канцелярии А. И. Ушакова (Сергей Чонишвили). Герои из России — молодой морской офицер Плахов (Пётр Красилов), корабельный врач Бен Андерсен (Андрей Рыклин) и секретарь английского посольства Генри Анорвиль (Михаил Полицеймако), оказавшийся в лондонской тюрьме — направляются в Новый Свет и вынуждены сражаться с пиратами, побывать в плену у индейцев, спасти от позорного рабства красавицу и даже разыскать сокровища.
В сериале несколько сюжетных линий, объединяющих разных героев, судьбы которых неожиданно пересекаются в одном и том же месте. География действий обширна — герои побывают в Лондоне, в Новом Свете и на пиратском острове Фрипорте. Пираты, индейцы, погони, абордажи — в фильме есть все составляющие жанра настоящих приключений рыцарей плаща и шпаги. Первый сезон представляет собой несколько детективных новелл. Второй сезон посвящён экспедиции по следам кораблей, направленных Петром Первым к мадагаскарским пиратам.
В полнометражную версию первого фильма вошли самые интересные сюжетные линии первого романа. Судьба офицера, попавшего в Тайную канцелярию, история его любви и приключения, связанные с его оппонентом фокусником Ван Гувером.

## Серии
Первый сезон (2010)
1. Дозор
2. Особое положение
3. Отпуск
4. Дело об отравлении
5. Зверь
6. Пропавшее завещание
7. Иллюзионист
8. Пираты

Второй сезон (2011)
1. Экспедиция
2. Чужая земля
3. Наживка
4. Выкуп
5. Месть
6. Охота
7. Дом
8. В тени трона

## В ролях
- Сергей Чонишвили — Андрей Иванович Ушаков
- Илья Соколовский — Иван Михайлович Самойлов
- Анна Снаткина — Анастасия Афанасьевна Воронцова
- Пётр Красилов — Семён Плахов
- Михаил Полицеймако — Генри Анровиль
- Андрей Рыклин — Александр Данилович Меншиков и Бен Андерсен
- Александр Терешко — капитан Джо Бакет и капитан Хью Бакет
- Дарья Мельникова — Фёкла Андреевна Фирсанова
- Екатерина Юдина — Энн Бонни
- Юлия Шиферштейн — Глаша
- Сергей Серов — Белозёров
- Елена Бурлакова — Варвара Белозёрова
- Ольга Ажажа — Софья Белозёрова
- Тамара Спиричева — тётка Белозёровых
- Александр Гришин — Василий Вожжов
- Александр Стариков — Толстой
- Вадим Медведев — Фалинелли
- Сергей Иволоци — Туманов
- Василий Савинов — Иоганн Германн Лесток
- Евгений Редько — Ла Шанье
- Анна Носатова — Мари
- Андрей Болсунов — французский посол
- Александр Жоголь — Сухов
- Кирилл Ананьев — Бугров
- Александр Ковалёв — Фёдор
- Павел Гайдученко — Маслов
- Олег Леушин — юродивый
- Андрей Чубченко — Андрей Александрович Волков
- Екатерина Редникова — Мария Карловна
- Павел Ясенок — Павел
- Дмитрий Шаблинский — Сухоносов
- Лина Тишунова — Сухоносова
- Александр Дубовицкий — Курихин
- Александр Горшков — Полыхаев
- Татьяна Горшкова — Полыхаева
- Татьяна Жукова-Киртбая — Пелагея
- Валерий Маликов — «Емельян»
- Станислав Курач — Шкловский
- Анастасия Горькова — Елизавета
- Борис Каморзин — граф Андрей Григорьевич Фирсанов
- Марина Могилевская — графиня Фирсанова
- Алевтина Добрынина — мадам Софи
- Юрий Васильев — английский посол
- Вячеслав Глушков — Василий Кузьмич Хвостов
- Роман Македонский — царевич Пётр
- Светлана Алексеева — Федосья Васильевна Соловьёва
- Дарья Семёнова — Полина Ивановна Соловьёва
- Юрий Назаров — Яков Петрович Соловьёв
- Константин Дзянко — Павел Яковлевич Соловьёв
- Сергей Лавыгин – Глеб Яковлевич Соловьёв
- Вячеслав Гугиев — Матвей
- Алексей Ярмилко — Трифон
- Максим Дахненко — Белозёров («ван Гувер»)
- Владимир Никитин — граф Орлов
- Анна Старшенбаум — Кэт
- Юрий Борисов  — Паж Петра Второго
- Людмила Гамуряк — Екатерина I
- Сергей Чудаков — капитан корабля
- Александр Числов — немец
- Сергей Неудачин – Егор, слуга  Самойлова

## Съёмочная группа
- Продюсеры — Олег Рясков, Екатерина Ефанова
- Исполнительный продюсер — Николай Суров (2й сезон), Виктор Николаев (1й сезон)
- Режиссёр-постановщик и автор сценария — Олег Рясков
- Оператор постановщик — Антон Костромин
- Художники по костюмам — Юлия Лабутина, Татьяна Агеева
- Художник постановщик — Юрий Карасик
- Второй режиссёр — Наталья Маслова
- Постановщик фехтования — Андрей Рыклин
- Постановщик трюков Андрей Паршин
- Композитор — Эдгар Аренс, использована музыка Генделя и Антона Новосельцева
- Супервайзер визуальных эффектов — Александр Кузьмин
- Директор — Александр Копёнкин

## Съёмки
Создатели сериала не ставили задачу сделать историческое кино, но, работая над сценарием, изучали архивы. В делах тех лет нашлась информация об экспедиторах, с которых началась история криминальной полиции в России. Десять экспедиторов занимались не только «политическим» сыском, но и расследовали уголовные дела. В качестве сюжетной основы большинства показанных в сериале детективных историй взяты реальные уголовные дела Тайной канцелярии и Преображенского приказа второй четверти XVIII века. Но режиссёр не советует искать в сериале исторические соответствия или несоответствия: «Делать это — всё равно, что изучать историю по книгам Александра Дюма или Бориса Акунина» 
Некоторые кадры снимались в усадьбе «Кусково». Потом в селе Подъячево в усадьбе XVIII века, находящейся в плачевном состоянии — внутри одни стены и кирпичные пролёты, художникам позволили воссоздать интерьеры библиотеки, кабинетов, залов. Там снималась первая часть сериала. Бюджет для такого авантюрного сериала на историческом фоне был просто мизерный. Во втором сезоне он уже больше соответствовал задачам, что отразилось и на размахе действия. Для второй части построили декорации целого города недалеко от лермонтовской усадьбы «Середниково» и корабль для съёмки крупных планов. Сейчас это «Киногород Piligrim Porto», один из крупнейших в стране комплексов натурных декораций.
Все морские сцены снимали в Кронштадте и его окрестностях. К съёмкам привлекались фрегат «Штандарт» (полная копия судна, на котором путешествовал Пётр I), бригантина «Триумф» и шхуна «Эспаньола».
Олег Рясков работает над фильмом «Король Мадагаскара», приквелом «Записок экспедитора тайной канцелярии».

## Награды
- Премия ФСБ в области литературы и искусства за 2014 год[10]:
  - в номинации «Лучший Кино-телефильм» — Ряскову Олегу Станиславовичу, продюсеру, автору сценария и режиссёру телесериала «Записки экспедитора тайной канцелярии»
  - в номинации «Лучшая Актёрская работа» — Чонишвили Сергей Ножериевичу, актёру театра и кино, заслуженному артисту России, за роль начальника канцелярии тайных розыскных дел Андрея Ушакова в телесериале «Записки экспедитора тайной канцелярии»

## Прокат фильма
«Записки экспедитора Тайной канцелярии» и «Записки экспедитора Тайной канцелярии-2» были выпущены в сериальной и полнометражной версиях в России, США, Эстонии, Литве, Латвии, Германии, Таиланде, Украине, Казахстане, Беларуси, Польше.
- «Pakt des Bösen — Der Agent des Zaren» (Германия)[11][12]
- «Pakt des Bösen 2 — Die Rückkehr» (Германия)[13]
- «The secret service agent’s memories» (международное название, США)[14]
- «Notes of a secret office forwarder»(европейское название)
- « Memoirs of a Secret Agent» (европейское название)
- «Нотатки експедитора Таємної канцелярії» (украинское название)
- «ยอดสายลับประจัญบาน ปี»[15] (тайское название)
- «Pastabos transportavimo Secret kanceliarijos» (литовское название)
- «רשומותיו של שליח הלשכה החשאית» (иврит)